# Phillip King (Bildhauer)

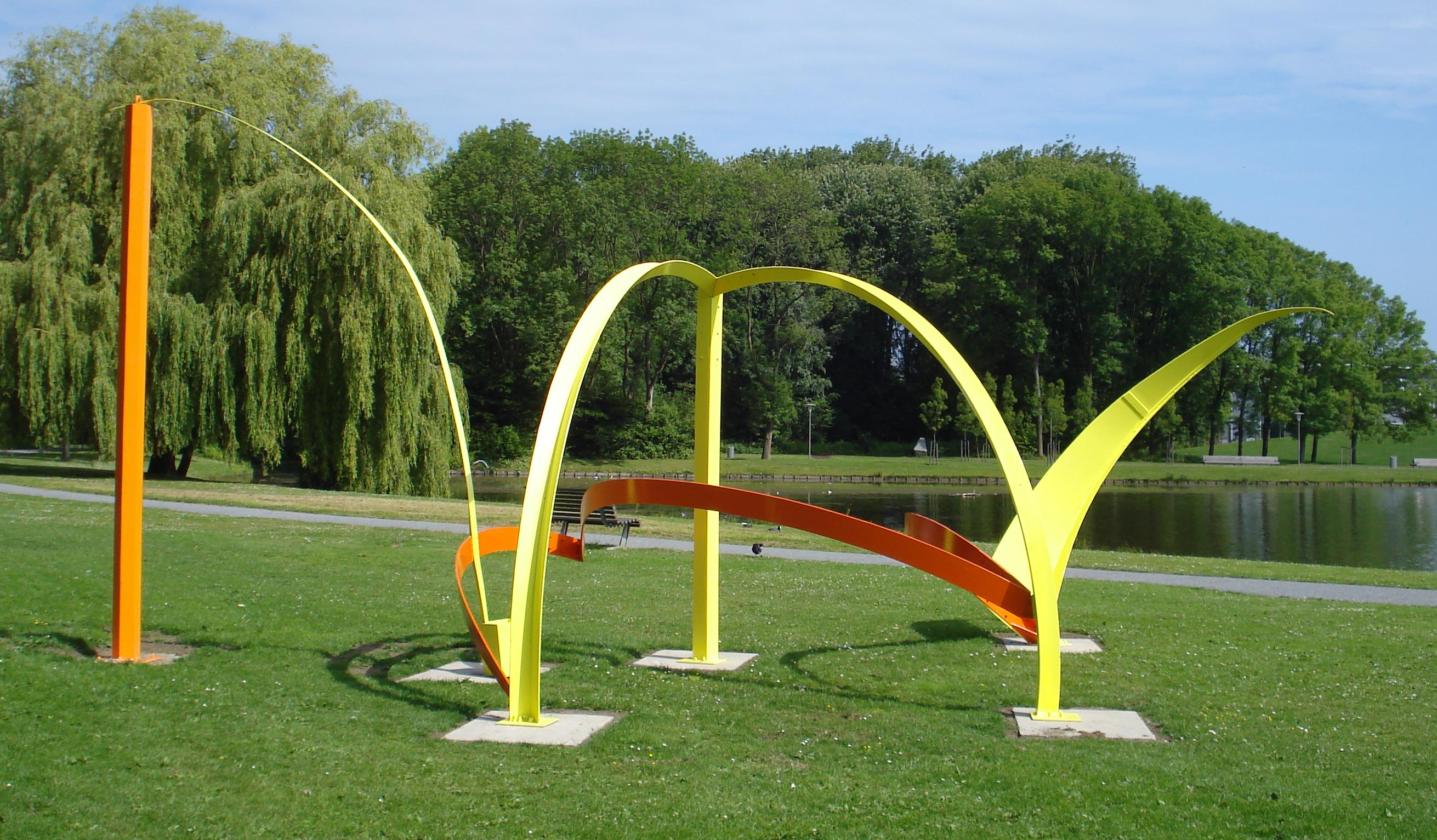
Quill (1971) in Rotterdam

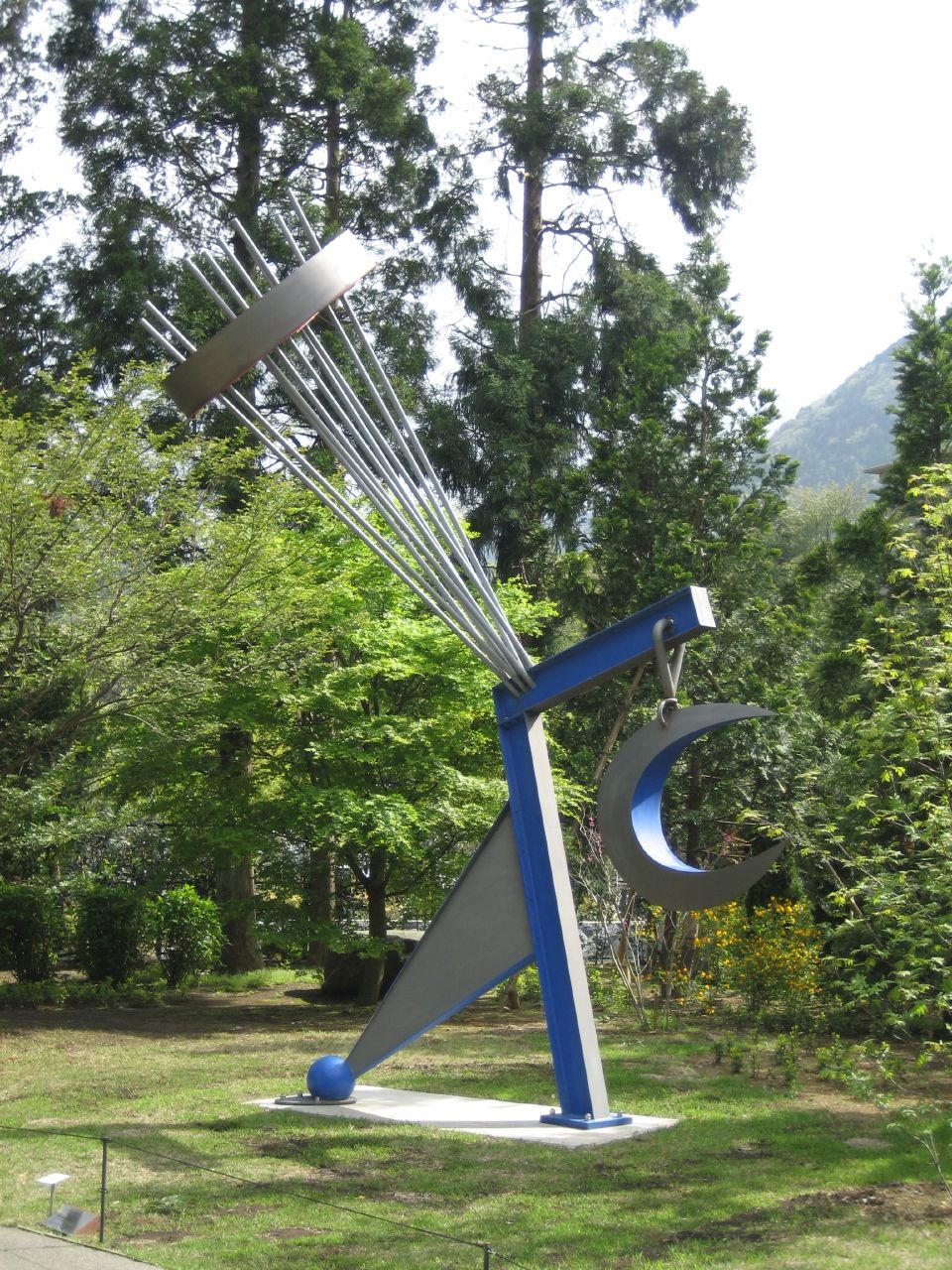
Hakone Open-air Museum in Japan

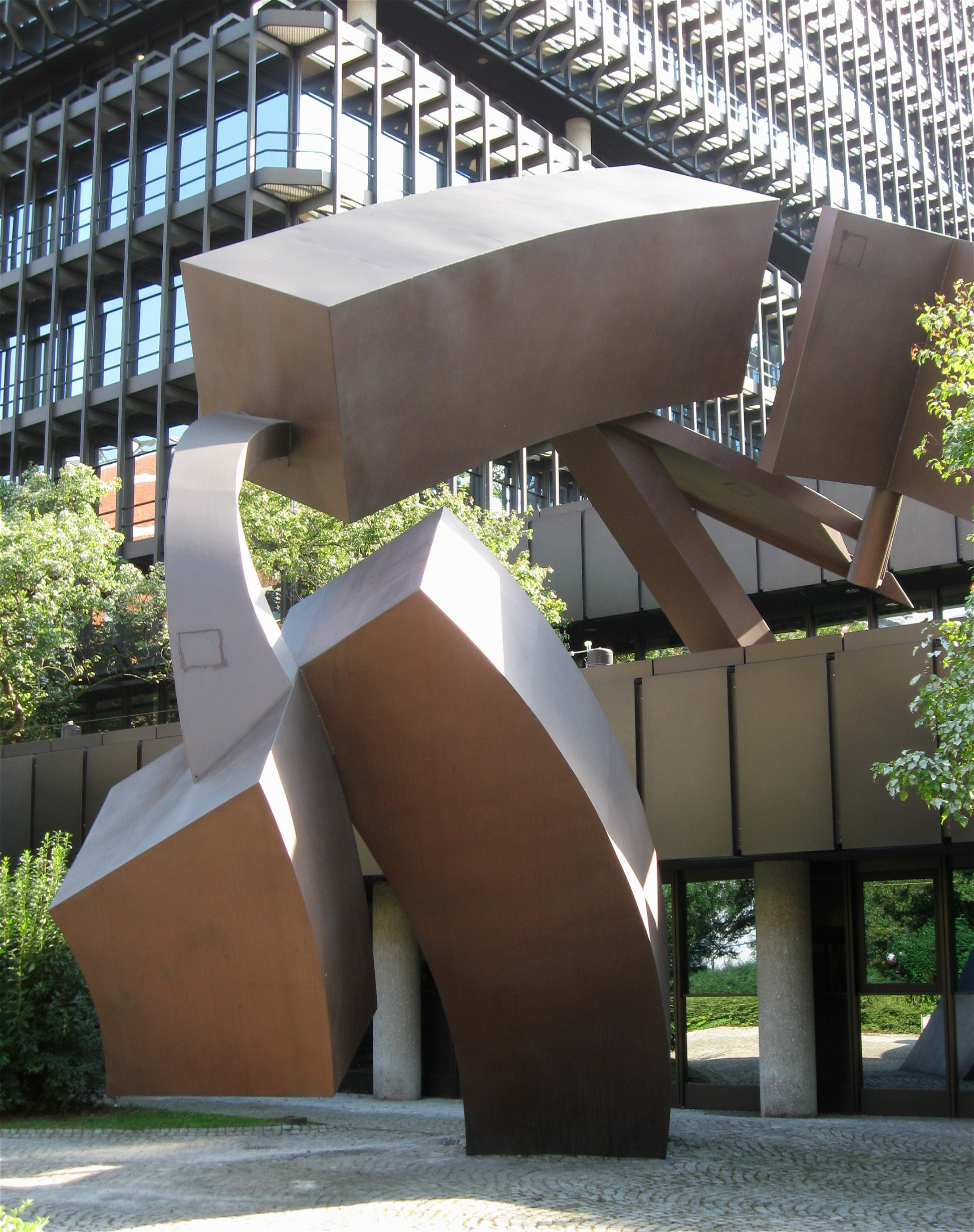
Cross-Bend, 1978–80, München

 Phillip King  PRA (* 1. Mai 1934 in Tunis, Tunesien; † 27. Juli 2021) war ein britischer Bildhauer. Er lebte und arbeitete in London.

## Leben und Werk
Phillip King studierte von 1954 bis 1957 Moderne Sprachen am Christ’s College der Universität Cambridge. Von 1957 bis 1958 studierte er Bildhauerei an der St Martin’s School of Art in London bei Anthony Caro. Er arbeitete ein Jahr als Assistent bei Henry Moore und folgte damit dem Beispiel seines Lehrers Caro.
Im Jahr 1964 wurden Arbeiten von ihm auf der documenta III in Kassel und auf der 4. documenta 1968 in der Abteilung Skulptur gezeigt. Zuerst in der „New-Generation“-Ausstellung in der Whitechapel Art Gallery in London, wurden die Werke von Caro und King auch zusammen in der wichtigen Ausstellung Primary Structures im Jahr 1966 im Jewish Museum New York gezeigt.
Phillip King war Professor für Bildhauerei am Royal College of Art von 1980 bis 1990 und an der Royal Academy of Arts von 1990 bis 1999. Von 1999 bis 2004 war er Präsident der Royal Academy of Arts. 1993 wurde er zum Mitglied der Königlichen Akademie von Belgien gewählt.
Sein Werk zeichnete sich durch Kreativität und Vielfältigkeit aus. Er hat unter anderem in Stein, Metall, Holz, Kunstharz und Keramik gearbeitet. Er galt als einer der innovativsten und einflussreichsten Bildhauer Großbritanniens. King starb Ende Juli 2021 im Alter von 87 Jahren.